# Cerdon (Loiret)
Cerdon è un comune francese di 942 abitanti situato nel dipartimento del Loiret nella regione del Centro-Valle della Loira.

## Storia

### Simboli
Lo stemma è stato adottato dal consiglio comunale il 6 febbraio 2003 su proposta del Conseil départemental d'héraldique urbaine du Loiret (CDHU) del 4 dicembre 2000.
Il nome di Cerdon deriverebbe dal latino medievale Cerdonium, che significa "luogo fortificato", per questo la forma della divisione dello scudo richiama l'antica palizzata che circondava l'abitato.
Il drago è attributo di santa Margherita, patrona della parrocchia.
Le tre rotelle di sperone derivano dallo stemma dei duchi di Sully, che per vari secoli amministrarono la giustizia del luogo.

## Società

### Evoluzione demografica
Abitanti censiti